# Кастеева, Зарема Ахметкызы
Зарема Ахметкызы Кастеева (каз. Қастеева Зарема Ахметқызы, род. 17 февраля 1947, Алма-Ата, Алма-Атинская область, Казахская ССР, СССР) — советская и казахская артистка балета. Народный артист Казахской ССР (1981).

## Биография
Родилась 17 февраля 1947 года, в Алма-Ате, Алма-Атинская область, Казахская ССР. Окончила в 1966 году хореографическое училище при Большом театре СССР в Москве (балетмейстер Е. Н. Жемчужина). Была зачислена в Казахский театр оперы и балета им. Абая. С 1991 года по настоящее время — профессор кафедры хореографии и культурно-массовой работы Казахского национального женского педагогического университета.

## Репертуар
- Баян (Е. Брусиловский “Козы Корпеш — Баян сулу”)
- Никия (Л. Минкус, «Баядерка»)
- Жизель (А.Адан, «Жизель»)
- Фригия (А. Хачатурян, «Спартак»)
- Аврора (П. Чайковский, «Спящая красавица»)
- Баршагуль (А. Серкебаев, “Аксак кулан”)
- Алия (М. Сагатов, “Алия”)
- Мария (Б. Асафьев, «Бахчисарайский фонтан»)

## Звания и награды
- Заслуженная артистка Казахской ССР (1976)
- Народный артист Казахской ССР (1981)
- Премия Ленинского комсомола (1980)
- Почетный работник образования Республики Казахстан (2004)